# Szató Takeru
Szató Takeru (佐藤健; Hepburn: Satō Takeru; Szaitama, 1989. március 21. –) japán színész, leginkább a Kamen Rider Den-O-ból és a Ruróni Kensin-filmadaptációkból ismert.

## Élete és pályafutása
Szaitama városában született, szülei elváltak, édesanyja nevelte, egy húga van. 2007-ben fejezte be tanulmányait a Kosigajakita Középiskolában. Gyerekkorától harcművészetet tanult, sórin-dzsi kenpóban (saolin kungfuból származtatott japán harcművészet) fekete övet szerzett. 2006-ban, még középiskolásként fedezte fel az Amuse ügynökség.
Első televíziós sorozata a Princess Princess D volt, majd a Kamen Rider Den-O című sorozattal és a kapcsolódó filmekkel vált népszerűvé. Ezt követően a TBS csatorna Rookies című sorozatában játszott kisebb szerepet, majd a Bloody Monday manga adaptációjában játszott.
2011 júniusában bejelentették, hogy a népszerű Ruróni Kensin manga élőszereplős filmadaptációjának főszereplőjévé választották. A 2012-ben bemutatott első film hárommilliárd jent jövedelmezett, a filmben Szató maga végezte a kaszkadőrmutatványokat.
2014-ben a Bitter Blood című sorozatban egy nyomozót alakított. Ugyanebben az évben mutatták be a Kensin-trilógia utolsó két részét, Ruróni Kensin: Kjóto taika-hen és Ruróni Kensin: Denszecu no szaigo-hen címmel.
Ezt követően a Bakuman (2015) és az If Cats Disappeared From the World című filmeket forgatta.
2018-ban a Nyolcéves jegyesség című filmben nyújtott alakításáért japán Oscar-díjra jelölték legjobb színész kategóriában.
2020-ban került volna mozikba a Ruróni Kensin-filmsorozat két befejező filmje, melyekben Szató ismét Kensint alakítja. A forgatást 2019 júniusában fejezték be. A Covid19-pandémia miatt a premiert 2021 tavaszára tolták ki.

## Filmográfia

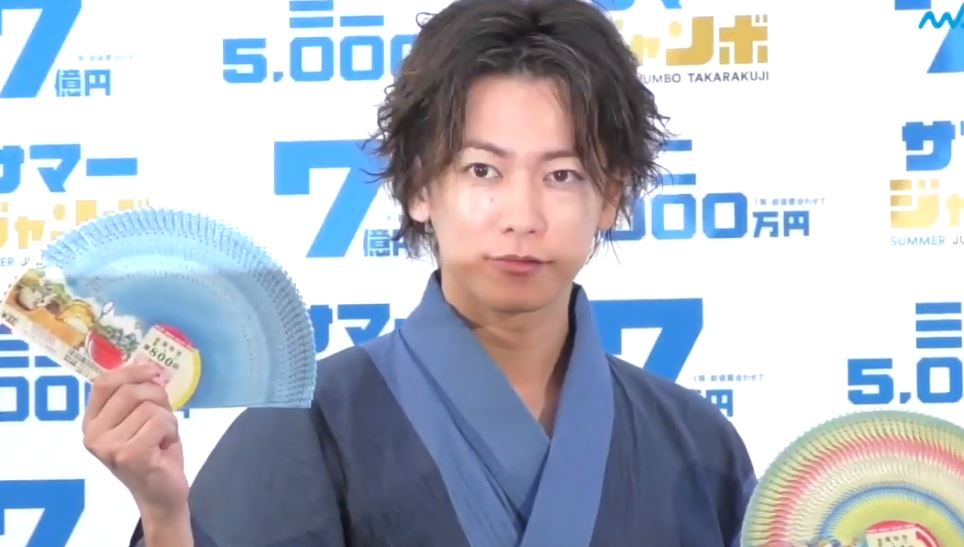
Szató 2019-ben

### Televíziós sorozatok
| Év   | Cím                                                                                               | Szerep             | Csatorna    | Megjegyzés              | Hiv.          |
| ---- | ------------------------------------------------------------------------------------------------- | ------------------ | ----------- | ----------------------- | ------------- |
| 2006 | Princess Princess D                                                                               | Kono Toru          | TV Asahi    |                         | [ 22 ]        |
| 2007 | Sinigami no Ballad                                                                                | Icsihara Kantaró   | TV Tokyo    | 7 & 8. rész             | [ 22 ]        |
| 2007 | Kamen Rider Den-O                                                                                 | Nogami Rjótaró     | TV Asahi    |                         | [ 23 ]        |
| 2008 | Rookies                                                                                           | Okada Juja         | TBS         |                         | [ 24 ]        |
| 2008 | Bloody Monday                                                                                     | Kudzsó Otoja       | TBS         |                         | [ 25 ]        |
| 2009 | Mei-csan no sicudzsi                                                                              | Sibata Kento       | Fuji TV     |                         | [ 26 ]        |
| 2009 | Mr. Brain                                                                                         | Nakagava Maszaru   | TBS         | 4 & 5. rész             | [ 27 ]        |
| 2009 | MW Chapter 0: Akuma no Game                                                                       | Morioka Takasi     | NTV         |                         | [ 28 ]        |
| 2009 | Honto ni atta kovai hanasi                                                                        | Sótaró Fudzsiszava | Fuji TV     | 5. rész                 | [ 22 ]        |
| 2010 | Rjómaden                                                                                          | Okada Izó          | NHK         | szamuráj                | [ 22 ]        |
| 2010 | Bloody Monday 2                                                                                   | Kudzsó Otoja       | TBS         |                         | [ 29 ]        |
| 2010 | Q10                                                                                               | Fukai Heita        | NTV         |                         | [ 30 ]        |
| 2011 | Fuju no szakura                                                                                   | Inaba Hadzsime     | TBS         |                         | [ 31 ]        |
| 2011 | Szaigo no kizuna: Okinava hikiszakareta kjódai (最後の絆 沖縄・引き裂かれた兄弟)                  | Jaszuharu Agarie   | Fuji TV     |                         | [ 32 ]        |
| 2013 | Tonbi                                                                                             | Akira Icsikava     | TBS         |                         | [ 33 ]        |
| 2013 | Kanodzso va uszo o aisiszugiteru (カノジョは嘘を愛しすぎてる)                                     | Ogaszavara Aki     | Fuji TV     |                         | [ 34 ]        |
| 2014 | Bitter Blood                                                                                      | Szahara Nacuki     | Fuji TV     |                         | [ 35 ]        |
| 2015 | The Emperor's Cook                                                                                | Akijama Tokuzó     | TBS         |                         | [ 36 ]        |
| 2018 | Hanbun, Aoi                                                                                       | Hagio Ricu         | NHK         | Aszadora                | [ 37 ]        |
| 2018 | Blues of Stepmother and Daughter                                                                  | Mugita Akira       | TBS         |                         | [ 38 ]        |
| 2019 | Honto ni atta kovai hanasi (ほんとにあった怖い話; Hepburn: Honto ni Atta Kowai Hanashi)           | Mijazaki Szatosi   | Fuji TV     | vendégszereplő, 5. rész | [ 39 ]        |
| 2020 | Koi va cudzuku jo doko made mo (恋はつづくよどこまでも; Hepburn: Koi wa tsudzuku yo doko made mo) | Dr. Tendó          | TBS         |                         | [ 40 ]        |
| 2022 | Az első szerelem (First Love 初恋)                                                                | Namiki Harumicsi   | Netflix     |                         | [ 41 ] [ 42 ] |
| 2023 | Why Didn't I Tell You a Million Times? (100万回 言えばよかった)                                   | Torino Naoki       | TBS/Netflix |                         | [ 43 ]        |
| 2025 | Kristályszív (Glass Heart)                                                                        | Fudzsitani Naoki   | Netflix     | producer is             | [ 44 ]        |

### Filmek
| Év   | Cím                                       | Szerep             | Japán cím                                                | Hiv.          |
| ---- | ----------------------------------------- | ------------------ | -------------------------------------------------------- | ------------- |
| 2007 | Kamen Rider Den-O: I'm Born!              | Nogami Rjótaró     | 劇場版 仮面ライダー電王 俺、誕生!                        | [ 45 ]        |
| 2008 | Kamen Rider Den-O & Kiva: Climax Deka     | Nogami Rjótaró     | 劇場版 仮面ライダー電王＆キバ クライマックス刑事（デカ   | [ 45 ]        |
| 2008 | Saraba Kamen Rider Den-O: Final Countdown | Nogami Rjótaró     | 劇場版 さらば仮面ライダー電王 ファイナル・カウントダウン | [ 45 ]        |
| 2009 | Goemon                                    | fiatal Szaizó      | 五右衛門                                                 | [ 45 ]        |
| 2009 | Rookies: Graduation                       | Okada Juja         | ルーキーズ -卒業-                                        | [ 45 ]        |
| 2010 | Trick The Movie: Psychic Battle Royale    | Nakamori Sóhei     | 劇場版TRICK 霊能力者バトルロイヤル                       | [ 45 ]        |
| 2010 | Beck                                      | Tanaka Jukió       | BECK                                                     | [ 45 ]        |
| 2012 | Ruróni Kensin: A kezdetek                 | Himura Kensin      | るろうに剣心                                             | [ 46 ] [ 47 ] |
| 2013 | Real                                      | Fudzsita Kóicsi    | リアル〜完全なる首長竜の日                               | [ 48 ]        |
| 2013 | Kanodzso va uszo o aisiszugiteru          | Ogaszavara Aki     | カノジョは嘘を愛しすぎてる                               | [ 49 ] [ 50 ] |
| 2014 | Ruróni Kensin: Pokol Kiotóban             | Himura Kensin      | るろうに剣心 京都大火編                                  | [ 47 ]        |
| 2014 | Ruróni Kensin: A legenda vége             | Himura Kensin      | るろうに剣心 伝説の最期編                                | [ 47 ]        |
| 2015 | Bakuman                                   | Masiro Moritaka    | バクマン。                                               | [ 51 ]        |
| 2016 | If Cats Disappeared From the World        | postás             | 世界から猫が消えたなら                                   | [ 52 ]        |
| 2016 | Nanimono (Somebody)                       | Takuto             | 何者                                                     | [ 53 ]        |
| 2017 | Ajin: Demi-Human                          | Nagai Kei          | 亜人                                                     | [ 54 ]        |
| 2017 | Nyolcéves jegyesség                       | Hiszasi            | 8年越しの花嫁                                            | [ 55 ]        |
| 2018 | Inujasiki                                 | Sisigami Hiro      | いぬやしき                                               | [ 56 ]        |
| 2018 | Hardcore                                  | Gondó Szakon       | ハード・コア                                             | [ 57 ]        |
| 2018 | Million Dollar Man                        | Kazuo              | 億男                                                     | [ 58 ]        |
| 2018 | Kamen Rider Heisei Generations Forever    | Nogami Rjótaró     | 仮面ライダー平成ジェネレーションズ FOREVER               | [ 59 ]        |
| 2019 | Samurai Marathon 1855                     | Karaszava Dzsinnai | サムライマラソン                                         | [ 60 ]        |
| 2019 | Egy éjszaka                               | Júdzsi             | ひとよ                                                   | [ 61 ] [ 62 ] |
| 2019 | Dragon Quest: Your Story                  | Ruka (hang)        | ドラゴンクエスト ユア・ストーリー                        | [ 63 ]        |
| 2021 | Ruróni Kensin: A kezdet                   | Himura Kensin      | るろうに剣心 最終章 The Beginning                        | [ 65 ] [ 66 ] |
| 2021 | Ruróni Kensin: A vég                      | Himura Kensin      | るろうに剣心 最終章 The Final                            | [ 65 ] [ 66 ] |
| 2021 | Rjú to szobakaszu no hime (Belle)         | sárkány (hang)     | 竜とそばかすの姫                                         | [ 67 ]        |
| 2021 | In The Wake                               | Tone Jaszuhisza    | 護られなかった者たちへ                                   | [ 68 ]        |
| 2024 | April Come She Will                       | Fudzsisiro Sun     | 四月になれば彼女は                                       | [ 69 ]        |
| 2024 | Sejtek bevetésen                          | Fehérvérsejt       | はたらく細胞                                             | [ 70 ]        |

## Színház
- 2012: Rómeó és Júlia, Akasaka ACT Theater; szerep: Rómeó[71]

## Diszkográfia

### Kislemezek
- Pre-go: Zero (2007)
- Double-Action (2007)
- Perfect-Action: Double-Action Complete Collection (2007)
- Real-Action (2007)
- Double-Action Wing form (2008)

### DVD
- My Color (2008)
- HT (HT 〜N.Y.の中心で、鍋をつつく〜) (2010)
- HT2 (赤道の真下で、鍋をつつく～) (2011)

## Díjak és elismerések
| Év   | Díj                                      | Kategória                    | Jelölés                                                                | Eredmény | Forrás |
| ---- | ---------------------------------------- | ---------------------------- | ---------------------------------------------------------------------- | -------- | ------ |
| 2009 | 60. Television Drama Academy Awards      | Legjobb mellékszereplő       | Mei-csan no sicudzsi                                                   | Elnyerte | [ 72 ] |
| 2010 | 20. Japan Movie Critics Award            | Legjobb férfi újonc          | Beck                                                                   | Elnyerte | [ 73 ] |
| 2011 | 2011 Elan d'or Awards                    | Az év újonca                 |                                                                        | Elnyerte | [ 74 ] |
| 2012 | Japan Action Awards 2012                 | Legjobb akciószínész         | Ruróni Kensin                                                          | Elnyerte | [ 75 ] |
| 2013 | 76. Television Drama Academy Awards      | Legjobb férfi mellékszereplő | Tonbi                                                                  | Jelölve  | [ 76 ] |
| 2014 | Hochi Film Award 2014                    | Legjobb színész              | Kanodzso va uszo o aisiszugiteru                                       | Jelölve  | [ 77 ] |
| 2014 | Hochi Film Award 2014                    | Legjobb színész              | Ruróni Kensin: Kjóto taika-hen & Ruróni Kensin: Denszecu no szaigo-hen | Jelölve  | [ 77 ] |
| 2015 | Japan Action Awards 2015                 | Legjobb akciójelenet         | Ruróni Kensin: Kjóto taika-hen & Ruróni Kensin: Denszecu no szaigo-hen | Elnyerte | [ 78 ] |
| 2015 | Japan Action Awards 2015                 | Legjobb akciófilm            | Ruróni Kensin: Kjóto taika-hen & Ruróni Kensin: Denszecu no szaigo-hen | Elnyerte | [ 78 ] |
| 2015 | Japan Action Awards 2015                 | Legjobb akciószínész         | Ruróni Kensin: Kjóto taika-hen & Ruróni Kensin: Denszecu no szaigo-hen | Elnyerte | [ 78 ] |
| 2015 | 9. Asian Film Awards                     | Legjobb színész              | Ruróni Kensin: Denszecu no szaigo-hen                                  | Jelölve  | [ 79 ] |
| 2015 | 85. Television Drama Academy Awards      | Legjobb színész              | The Emperor's Cook                                                     | Elnyerte | [ 80 ] |
| 2015 | 8. International Drama Festival in Tokyo | Legjobb színész              | The Emperor's Cook                                                     | Elnyerte | [ 81 ] |
| 2016 | Hashida Award                            | Legjobb színész              | The Emperor's Cook                                                     | Elnyerte | [ 82 ] |
| 2016 | 42. Broadcasting Culture Fund Award      | Egyéni színészdíj            | The Emperor's Cook                                                     | Elnyerte | [ 83 ] |
| 2018 | A Japán Filmakadémia díja                | Legjobb színész              | Nyolcéves jegyesség                                                    | Jelölve  | [ 19 ] |
| 2018 | Japan Action Awards 2018                 | Legjobb akciószínész         | Ajin: Demi-Human                                                       | Elnyerte | [ 84 ] |
| 2018 | 98. Television Drama Academy Awards      | Legjobb mellékszereplő       | Hanbun, Aoi                                                            | Elnyerte | [ 85 ] |
| 2018 | 13. CONFiDENCE Award Drama Prize         | Legjobb mellékszereplő       | Hanbun, Aoi, Blues of Stepmother and Daughter                          | Elnyerte | [ 86 ] |

## Fordítás
- Ez a szócikk részben vagy egészben  a   Takeru Satoh című angol Wikipédia-szócikk ezen változatának fordításán alapul.  Az eredeti cikk szerkesztőit annak laptörténete sorolja fel. Ez a jelzés csupán a megfogalmazás eredetét és a szerzői jogokat jelzi, nem szolgál a cikkben szereplő információk forrásmegjelöléseként.